# Andy Halliday
Andrew William Halliday, detto Andy (Glasgow, 11 ottobre 1991), è un calciatore scozzese, centrocampista del Motherwell.

## Caratteristiche tecniche
Mediano, può essere schierato anche come esterno di sinistra o nel ruolo di trequartista.

## Carriera
Prodotto del vivaio del Ross County, passa prima alle giovanili dei Rangers poi in quelle del Livingston che lo fa esordire in prima squadra nel corso della stagione 2008-2009, in Scottish First Division, la seconda serie scozzese. Nell'annata successiva, vissuta in quarta divisione, Halliday mette a segna 14 gol, arrivando terzo nella classifica marcatori e trascinando il club alla vittoria del titolo. Queste sue prestazioni sono notate dagli inglesi del Middlesbrough, che lo prelevano dal Livingston in cambio di 225000 €. Nelle cinque stagioni successive, Halliday non trova spazio tra i titolari della formazione, finendo spesso in prestito ad altre formazioni inglesi. Nel 2015 torna in Scozia a parametro zero, firmando con i Rangers, in seconda divisione. In seguito alla vittoria del campionato di seconda serie, i Rangers ritornando in Premiership dopo il fallimento.

## Statistiche

### Presenze e reti nei club
Statistiche aggiornate al 18 maggio 2025.
| Stagione             | Squadra              | Campionato           | Campionato | Campionato | Coppe nazionali | Coppe nazionali | Coppe nazionali | Coppe continentali | Coppe continentali | Coppe continentali | Altre coppe | Altre coppe | Altre coppe | Totale | Totale | Totale |
| Stagione             | Squadra              | Comp                 | Pres       | Reti       | Comp            | Pres            | Reti            | Comp               | Pres               | Reti               | Comp        | Pres        | Reti        | Pres   | Reti   |        |
| -------------------- | -------------------- | -------------------- | ---------- | ---------- | --------------- | --------------- | --------------- | ------------------ | ------------------ | ------------------ | ----------- | ----------- | ----------- | ------ | ------ | ------ |
| 2007-2008            | Livingston           | SFD                  | 1          | 0          | CS+CdL          | 0               | 0               | -                  | -                  | -                  | SCC         | 0           | 0           | 1      | 0      |        |
| 2008-2009            | Livingston           | SFD                  | 13         | 1          | CS+CdL          | 0               | 0               | -                  | -                  | -                  | SCC         | 0           | 0           | 13     | 1      |        |
| 2009-2010            | Livingston           | STD                  | 32         | 14         | CS+CdL          | 4+1             | 2+0             | -                  | -                  | -                  | SCC         | 1           | 0           | 38     | 16     |        |
| Totale Livingston    | Totale Livingston    | Totale Livingston    | 46         | 15         |                 | 5               | 2               |                    | -                  | -                  |             | 1           | 0           | 52     | 17     |        |
| 2010-2011            | Middlesbrough        | FLC                  | 12         | 1          | FACup+CdL       | 0+1             | 0               | -                  | -                  | -                  | -           | -           | -           | 13     | 1      |        |
| 2011-gen. 2012       | Middlesbrough        | FLC                  | 1          | 0          | FACup+CdL       | 0               | 0               | -                  | -                  | -                  | -           | -           | -           | 1      | 0      |        |
| gen.-giu. 2012       | Walsall              | FL2                  | 7          | 0          | FACup+CdL       | 1+0             | 0               | -                  | -                  | -                  | -           | -           | -           | 8      | 0      |        |
| 2012-2013            | Middlesbrough        | FLC                  | 19         | 0          | FACup+CdL       | 2+3             | 1+0             | -                  | -                  | -                  | -           | -           | -           | 24     | 1      |        |
| 2013-gen. 2014       | Middlesbrough        | FLC                  | 4          | 0          | FACup+CdL       | 0               | 0               | -                  | -                  | -                  | -           | -           | -           | 4      | 0      |        |
| Totale Middlesbrough | Totale Middlesbrough | Totale Middlesbrough | 36         | 1          |                 | 6               | 1               |                    | -                  | -                  |             | -           | -           | 42     | 2      |        |
| gen.-giu. 2014       | Blackpool            | FLC                  | 18         | 1          | FACup+CdL       | 0               | 0               | -                  | -                  | -                  | -           | -           | -           | 18     | 1      |        |
| 2014-2015            | Bradford City        | FLC                  | 25         | 1          | FACup+CdL       | 7+0             | 2+0             | -                  | -                  | -                  | -           | -           | -           | 32     | 3      |        |
| 2015-2016            | Rangers              | SC                   | 35         | 5          | CS+CdL          | 6+3             | 2+1             | -                  | -                  | -                  | SCC         | 4           | 2           | 48     | 10     |        |
| 2016-2017            | Rangers              | SP                   | 32         | 3          | CS+CdL          | 3+7             | 0+2             | -                  | -                  | -                  | -           | -           | -           | 42     | 5      |        |
| 2017-gen. 2018       | Qəbələ               | PL                   | 3          | 0          | CA              | 1               | 0               | UEL                | 4                  | 0                  | -           | -           | -           | 8      | 0      |        |
| gen.-giu. 2018       | Rangers              | SP                   | 11         | 0          | CS+CdL          | 4+0             | 0               | -                  | -                  | -                  | -           | -           | -           | 15     | 0      |        |
| 2018-2019            | Rangers              | SP                   | 23         | 1          | CS+CdL          | 3+2             | 2+0             | UEL                | 7                  | 0                  | -           | -           | -           | 35     | 3      |        |
| 2019-2020            | Rangers              | SP                   | 6          | 0          | CS+CdL          | 2+1             | 0               | UEL                | 3                  | 0                  | -           | -           | -           | 12     | 0      |        |
| Totale Rangers       | Totale Rangers       | Totale Rangers       | 107        | 9          |                 | 31              | 7               |                    | 10                 | 0                  |             | 4           | 2           | 152    | 18     |        |
| 2020-2021            | Hearts               | SC                   | 26         | 3          | CS+CdL          | 2+2             | 0               | -                  | -                  | -                  | -           | -           | -           | 30     | 3      |        |
| 2021-2022            | Hearts               | SP                   | 27         | 4          | CS+CdL          | 5+5             | 1+1             | -                  | -                  | -                  | -           | -           | -           | 37     | 6      |        |
| 2022-2023            | Hearts               | SP                   | 28         | 3          | CS+CdL          | 1+1             | 0               | UEL+UECL           | 0+6                | 0+1                | -           | -           | -           | 36     | 4      |        |
| 2023-gen. 2024       | Hearts               | SP                   | 3          | 0          | CS+CdL          | 0+1             | 0               | UECL               | 2                  | 0                  | -           | -           | -           | 6      | 0      |        |
| Totale Hearts        | Totale Hearts        | Totale Hearts        | 84         | 10         |                 | 17              | 2               |                    | 8                  | 1                  |             | -           | -           | 109    | 13     |        |
| gen.-giu. 2024       | Motherwell           | SP                   | 12         | 1          | CS+CdL          | 2+0             | 0               | -                  | -                  | -                  | -           | -           | -           | 14     | 1      |        |
| 2024-2025            | Motherwell           | SP                   | 38         | 3          | CS+CdL          | 1+7             | 0+1             | -                  | -                  | -                  | -           | -           | -           | 46     | 4      |        |
| Totale Motherwell    | Totale Motherwell    | Totale Motherwell    | 50         | 4          |                 | 10              | 1               |                    | -                  | -                  |             | -           | -           | 60     | 5      |        |
| Totale carriera      | Totale carriera      | Totale carriera      | 376        | 41         |                 | 78              | 15              |                    | 22                 | 1                  |             | 5           | 2           | 481    | 59     |        |

## Palmarès

### Club

#### Competizioni nazionali
- Scottish Third Division: 1

Livingston: 2009-2010
- Scottish Championship: 2

Rangers: 2015-2016
Hearts: 2020-2021
- Scottish Challenge Cup: 1

Rangers: 2015-2016